# Pseudoeoscyllina brevipennis
Pseudoeoscyllina brevipennis är en insektsart som beskrevs av Sun, H.M. och Z. Zheng 2008. Pseudoeoscyllina brevipennis ingår i släktet Pseudoeoscyllina och familjen gräshoppor. Inga underarter finns listade i Catalogue of Life.